# Tora
Termin Tora (hebrejski: תּוֹרָה, "pouka", "poučavanje" ili "uputa," riječ je nemoguće prevesti no približno se može objasniti riječima Zakon i Nauk; biblijsko Petoknjižje), ili Pentateuh, u cjelovitosti se odnosi na osnovne židovske zakonske i etičke religiozne tekstove.  Kada se ne koristi određeni član obično se odnosi na "Sefer Tora" (ספר תורה ", knjiga Tora") ili Tora svezak, pisan na pergameni na formalan, tradicionalan način, a pisao ga je posebno osposobljen pisar.
Tora je najsvetija od svih svetih knjiga i spisa u židovstvu. To je prvi od tri dijela Tanakha (hebrejske Biblije), osnova je vjerskih dokumenata židovstva i podijeljena je u pet knjiga, čija su imena na hrvatskom Knjiga Postanka, Knjiga Izlaska, Levitski zakonik, Knjiga Brojeva, i Ponovljeni zakon, prema nihovim temama (njihova hebrejska imena, Bereshit, תיבשאר, Shemot מותש, Vayikra ארקיו, Bamidbarר ב דמב i Devarim םירבד su izvedeni od njihovih početnih stihova ). Tora sadrži niz književnih vrsta, uključujući alegorije, povijesne pripovijesti, poeziju, rodoslovlja, i izlaganja različitih zakona. Prema rabinskoj tradiciji,  Tora sadrži 613 mitzvot (מצוות, "zapovijedi"), koje su podijeljene u 365 negativnih i 248 pozitivnih naredbi. U rabinskoj književnosti, riječ "Tora" označava i pisani tekst, " Tora Šebihtav "( תורה שבכתב ," zapisana Tora ), kao i usmenom predajom," Tora Šebe'al Peh "( תורה שבעל פה  ," usmena Tora ). Usmeni dio koji se sastoji od tradicionalnih tumačenja i proširenja, a koji se prenosio s koljena na koljeno sada utjelovljen u Talmudu i Midrašu.
Židovska vjerska tradicija pripisuje autorstvo Tore Mojsiju kroz proces božanskog nadahnuća. Ovaj vid autorstva prvo je eksplicitno izražen u Talmudu i datira od 3. do 6. stoljeća, a temelji se na tekstualnoj analizi odlomaka Tore i kasnijih knjiga hebrejske Biblije. Prema datiranju teksta ortodoksnih rabina otkriće Tore Mojsiju se dogodilo 1280. pr. Kr. na brdu Sinaju. Dio suvremenih biblijskih znanstvenika datira završetak Tore, kao i proroke i povijesne knjige, od 539. do 334. pr. Kr.
Znanstvena je rasprava većim dijelom 20. stoljeća bila formulirana kao dokumentarna hipoteza, prema kojoj je Tora sinteza dokumenata iz malog broja inače nezavisnih izvora. 
Izvan svojeg središnjeg značenja u židovstvu, Tora je prihvaćena u kršćanstvu kao dio Biblije, koja sadrži prvih pet knjiga Staroga zavjeta. Različite denominacije Židova i kršćana imaju veliku razliku u stavovima s obzirom na točnost Pisma. Tora je u određenoj mjeri prihvaćena kod Samarijanaca i drugih kao autentična objava Boga Izraelu. Islam na Toru (Tevrat) i Evanđelja (Indžil) gleda kao na autentičnu objavu od Boga, oštećenu onim što su ljudi dodavali i mijenjali.

## Značenje i imena
Riječ "Tora" na hebrejskom je izvedena iz korijena ירה koji u hifil konjugaciji znači "učiti" (usp. Lev. 10,11). Značenje riječi je, dakle "nauk", "doktrina", ili "uputa", inače opće prihvaćeni "zakon" ostavlja krivi dojam. Drugi konteksti prijevoda uključuju riječi: običaj, teorija, smjernice, ili sustav. Izraz "Tora" se, dakle, koristi i u smislu židovskog pisanog i usmenog zakona, i obuhvaća cijeli spektar autoritativnih židovskih vjerskih učenja kroz povijest, uključujući Mišna, Talmud, Midraš i ostale, a krivo tumačenje "Tore" kao "Zakona" može biti prepreka za razumijevanje ideala koji je sažet u pojmu Talmud Tora (תלמוד תורה, "učenje Tore").

### Unutar hebrejske Tore
Najraniji naziv za prvi dio Biblije čini se da je bio "Mojsijeva Tora". Ovaj naslov, međutim, ne nalazi se u samoj Tori, ni u književnim djelima proroka prije izgnanstva. On se pojavljuje u Jošui (8,31-32; 23,6) i u knjigama o kraljevima (1 Kr 2,3; 2 Kr 14,6, 23,25), ali ne može se reći da se to odnosi na cijeli korpus. Nasuprot tomu, vjerojatno je da je njegova uporaba u djelima poslije izgnanstva (Mal 3,22; Dan. 9,11. 13; Ezra 3,2, 7,6; Neh. 8,1) imala namjenu da bude sveobuhvatna. Ostali naslovi bili su "Knjiga Mojsijeva" (Ezr 6,18; Neh 13,1; II Ljet 35,12; 25,4; usp. Kraljeva II 14:6) i "Knjiga Tora" (Neh. 8:3).
Izraz "Pentateuh"(Πεντάτευχος, doslovno "pet svezaka") grčki je izraz koji se odnosi na "Mojsijevo Petoknjižje". Prva poznata upotreba ovog pojma datira 150. – 175. godine, i taj izraz, među ostalima, koriste Origen, Atanazije i Tertulijan. Hebrejski izraz "Sefer Tora" (ספר תורה - "knjiga Tora") odnosi se na Petoknjižje pisano na pergameni.

## Autorstvo

### Tradicionalna pripisivanje autorstva
Prema Catholic Encyclopedia pripisivanje Tore Mojsiju potiče iz Biblije pošto se Toru u nekim knjigama Starog zavjeta naziva Knjigom Mojsijevom, Zakonom Mojsijevim, itd. Ideja da je Mojsije autor Tore nalazi se i u Novom zavjetu.
Josip Flavije, rimski povjesničar, također je smatrao da je Mojsije napisao Toru. I u Talmudu je izražena ta ideja. To se vjerojatno temelji na nekoliko stihova u Tori gdje se opisuje Mojsijevo pisanje "Tore" (upute od Boga). 
U Talmudu je točno objašnjeno kako je Tora prenesena Mojsiju. Prema Babilonskom Talmudu Tora je dana u nizu malih svitaka, i podrazumijeva se da je pisana postupno i sastavljena iz raznih dokumenata tijekom vremena. Drugo je mišljenje da je Mojsije cijelu Toru dobio u jednom trenutku. 
Prema Majmonidu, rabinu i filozofu iz 12. st., Mojsije je autor Tore, primio ju je od Boga božanskim nadahnućem ili diktatom 1313. pr. Kr.
Kasniji rabini i kršćanski znanstvenici primijetili su neke probleme kod Mojsijeva autorstva, posebice činjenicu da Ponovljeni zakon opisuje Mojsijevu smrt. Stoga su kasnije verzije tradicije smatrale da su neke dijelove Tore dodali drugi - Mojsijeva smrt posebno je pripisana Jošui. Talmud smatra da je Mojsije pisao Ponovljeni zakon u očekivanju smrti. Druga tradicija kaže da je Jošua dodao te riječi nakon Mojsijeve smrti i da se posljednji stihovi Ponovljenog zakona čitaju kao epitaf Mojsiju.
Mojsijevo autorstvo su bili prihvatili Židovi i kršćani, bez mnogo diskusije sve do 17. stoljeća kada je porastao broj svjetovnih učilišta i pripadajuća spremnost da se preispita Biblija u potpunosti.

### Dokumentarna hipoteza
Većina modernih znanstvenika vjeruje da je Tora proizvod mnogih ruku, protežući se tijekom mnogih stoljeća, do konačne forme oko 6. i 5. stoljeća pr. Kr. Prema najutjecajnijoj verziji tzv. dokumentarne hipoteze, koju je formulirao Julius Wellhausen (1844. – 1918.), Pentateuh se sastoji od četiri zasebna i prepoznatljiva teksta, koja okvirno datiraju od Salomonova razdoblja do izgnanstva. Poslije progonstva pismoznanci su okupili razne tekstove u jedan dokument (Petoknjižje).

## Struktura
Prema klasičnom židovskom stavu priče u Tori nisu uvijek kronološki poredane. Ponekad su poredane pravilu: "Ne postoji 'ranije' i 'kasnije' u Tori" (אין מוקדם ומאור בתורה Ein mukdam u'meuchar baTorah). Ovaj stav su prihvatili ortodoksni Židovi. Ne-ortodoksni smatraju te iste tekstove znakom da je su Tora sastavljena iz ranijih tekstova (dokumentarna hipoteza.)

## Vanjske poveznice
- Jewish Encyclopedia: Torah